# Оперення (авіація)

Оперення літака

Опе́рення (літального апарата, ракети) — аеродинамічні поверхні, які забезпечують стійкість, керування і балансування літака в польоті. Зазвичай складається з горизонтального (відповідає за тангаж), вертикального (відповідає за рискання) оперення та елеронів/елевонів і спойлерів (відповідають за крен).

## Конфігурація оперення

### Горизонтальне оперення

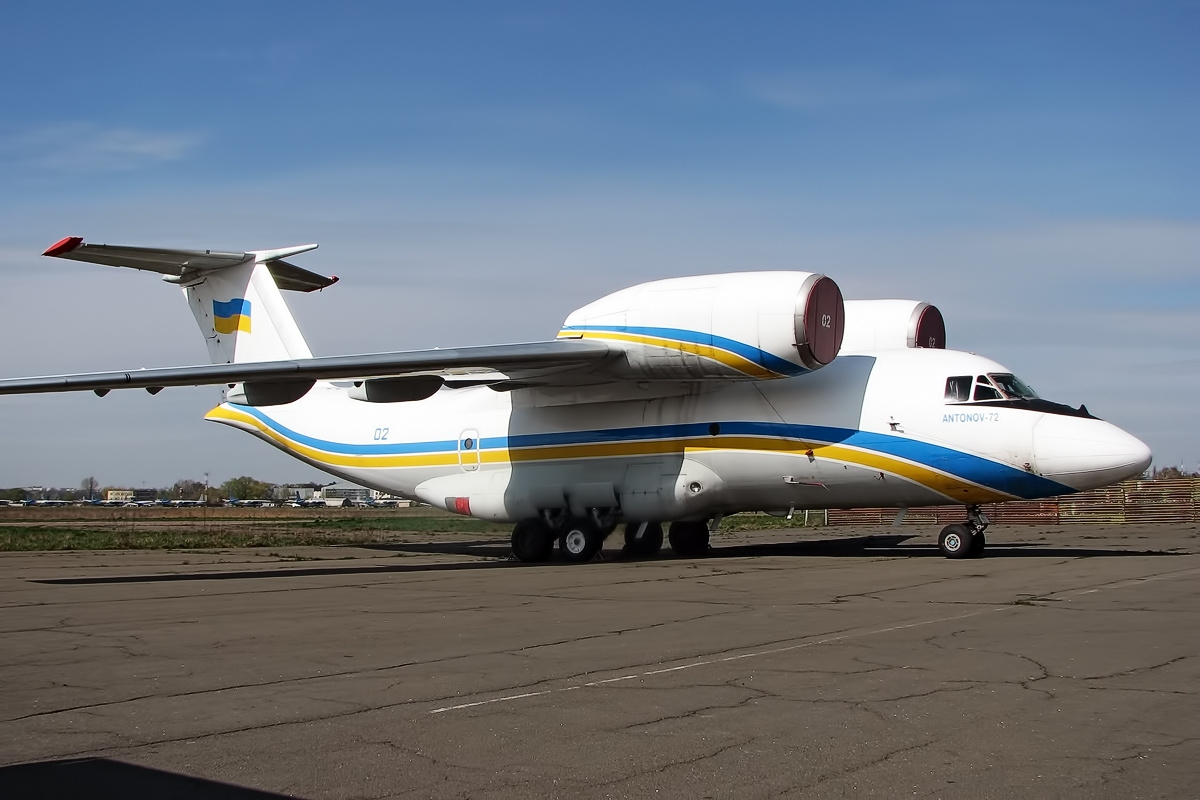
Ан-72 з T-подібним хвостом

Залежно від аеродинамічної схеми, горизонтальне оперення може розміщуватись у хвостовій частині (класична схема), перед основними крилами (схема «качка»), перед і за крилами (схема з переднім і хвостовим горизонтальним оперенням), або ж бути відсутнім взагалі (схема «безхвістка», також зазвичай відсутні в літаючого крила).
Основні способи кріплення хвостового горизонтального оперення:
- Звичайне оперення (англ. conventional tail) є найпростішою конструкцією, використовується на більшості літаків.
- Хрестоподібне оперення[en]. Відомими прикладами є Ан-2, МіГ-17, A-4 Skyhawk, B-1 Lancer, Hawker Sea Hawk[en], British Aerospace Jetstream[en] та інші.
- T-подібне оперення[en]. Відомими прикладами є Ан-72, Іл-76, Ту-134, Airbus A400M Atlas, Boeing 727, F-104 Starfighter та інші.

| Звичайний | Хрестоподібний | T-подібний |

### Вертикальне оперення

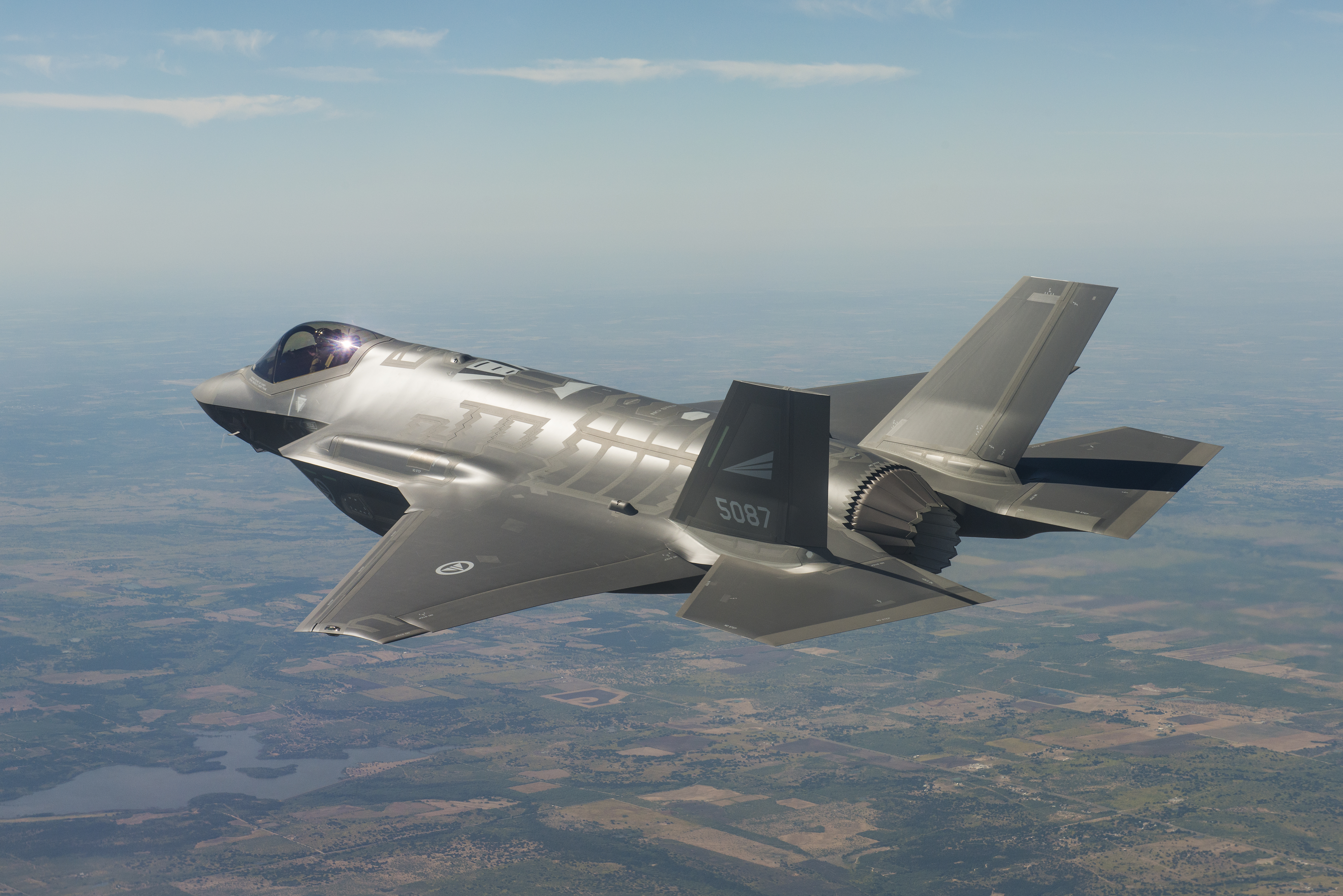
Подвійний хвіст F-35

Одинарний кіль зазвичай встановлюється на верхню частину фюзеляжа, але існують літаки з підфюзеляжним кріпленням кіля, як North American X-15 та Dornier Do 335. У разі, коли літак має багатокільове оперення, можливі такі варіанти їх установлення:
- Багато сучасних винищувачів мають подвійне вертикальне оперення, розташоване на корпусі або двигунах. За такого компонування корпус менше перекриває кілі за значного кута атаки, а також дозволяє зробити кілі меншими, що важливо для палубної авіації[4][1]. Відомими прикладами є МіГ-25, МіГ-29, Су-27, F-14 Tomcat, F-15 Eagle, F/A-18 Hornet, F-22 Raptor, F-35 Lightning та багато інших.
- H-подібне оперення: кілі розміщуються на кінцях стабілізаторів. Відомими прикладами є Ан-28, Ан-225 «Мрія», Бе-12, Ка-27, A-10 Thunderbolt, Avro Lancaster, B-24 Liberator, Dornier Do 17, Messerschmitt Bf 110 та інші.
- Двобалкові та двофюзеляжні[en] літаки зазвичай мають по кілю на кожній балці/фюзеляжі, які можуть бути з'єднані цілісним стабілізатором. Відомими прикладами є Cessna Skymaster, de Havilland Vampire, F-82 Twin Mustang, IAI Searcher, Focke-Wulf Fw 189 Uhu, P-38 Lightning тощо. У деяких ЛА, як OV-10 Bronco[en], PZL M-15 Belphegor, Mohajer-6 стабілізатор знаходиться вгорі, перетворюючи хвіст на П-подібний. А деякі двобалкові літальні апарати мають H-подібне оперення, аналогічні таким у традиційних, прикладами є Ка-26 та IAI Searcher.
- Деякі літаки мають кілі, що закріплені на крилі. На середині крила мають кілі F7U Cutlass[en], Northrop YB-49 та IAI Harop. На гондолах, що знаходяться посеред крила, мають кілі SR-71 Blackbird. На кінцях крил розташовані кілі в Beechcraft Starship, Rutan Long-EZ, Shahed 131, Pterodactyl Ascender[en] та деяких експериментальних літаків, як AASI Jetcruzer[en], Handley Page Manx[en] тощо.
- Зовнішнє оперення[en]. Вперше з'явилось у німецьких проєктах штибу Blohm & Voss P 212, пізніше застосовувалось для SpaceShipOne та SpaceShipTwo.

| На фюзеляжі | На балках | На крилах | Зовнішній |

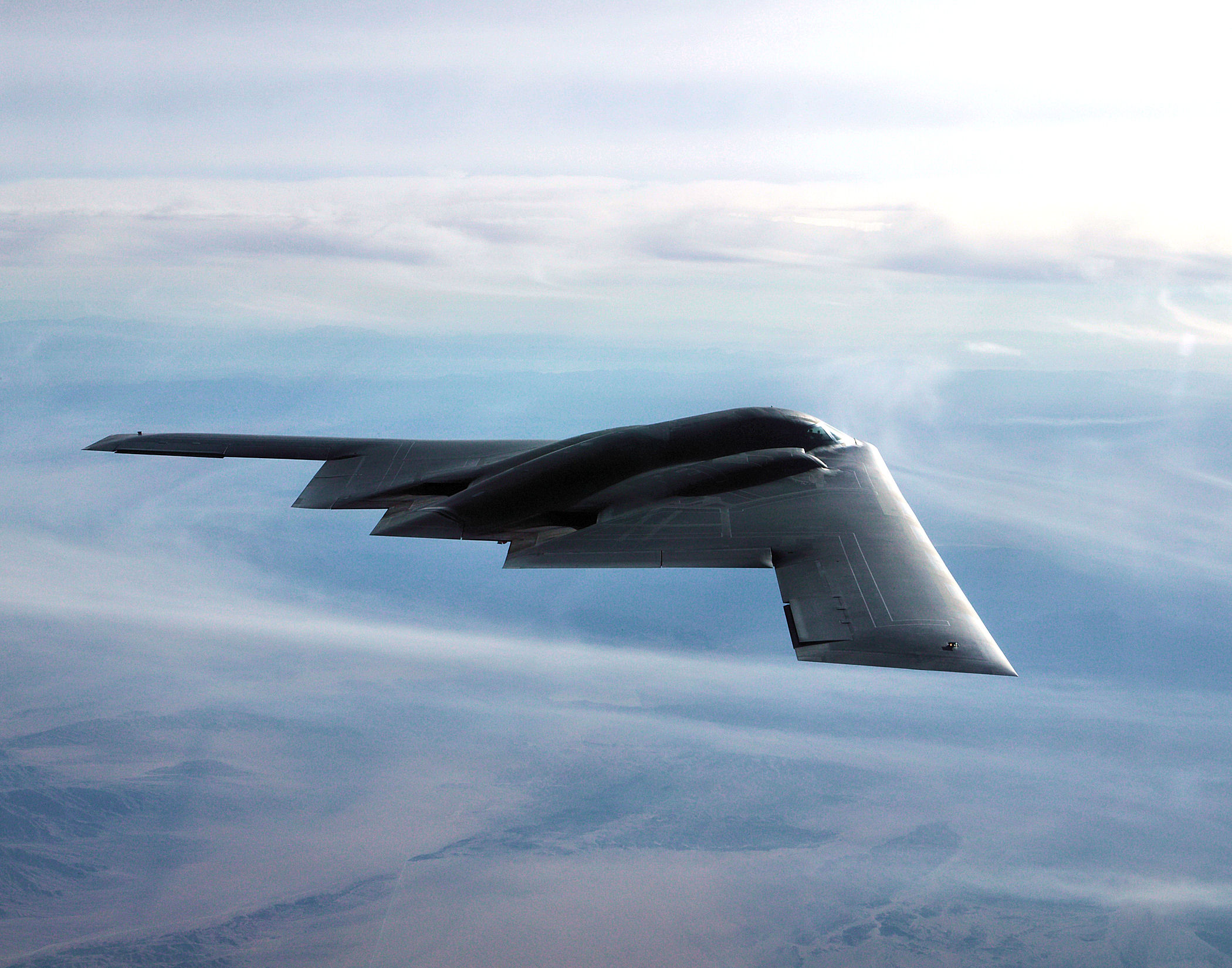
B-2 Spirit не має ні вертикального, ні горизонтального оперення

Існують і більш специфічні варіанти вертикального оперення, наприклад три кілі, як у Caproni Ca.5, Lockheed Constellation та OV-1 Mohawk, або навіть чотири, як у E-2 Hawkeye.
Також є рідкісним компонування без вертикального оперення взагалі. Найвідомішими прикладами є B-2 Spirit та RQ-170 Sentinel, але також існували та існують деякі дослідні зразки, як Northrop YB-35, McDonnell Douglas X-36, Boeing X-45 та інші.

### Діагональне оперення
Альтернативою класичному компонуванню з вертикальним і горизонтальним оперенням є діагональні[уточнити термін] аеродинамічні поверхні, що виконують роль обох. До них належать:
- V-подібне оперення[1][2]. Відомими прикладами є Boeing X-37, Beechcraft Bonanza, Fouga CM.170 Magister[en], F-117 Nighthawk, RQ-4 Global Hawk тощо.

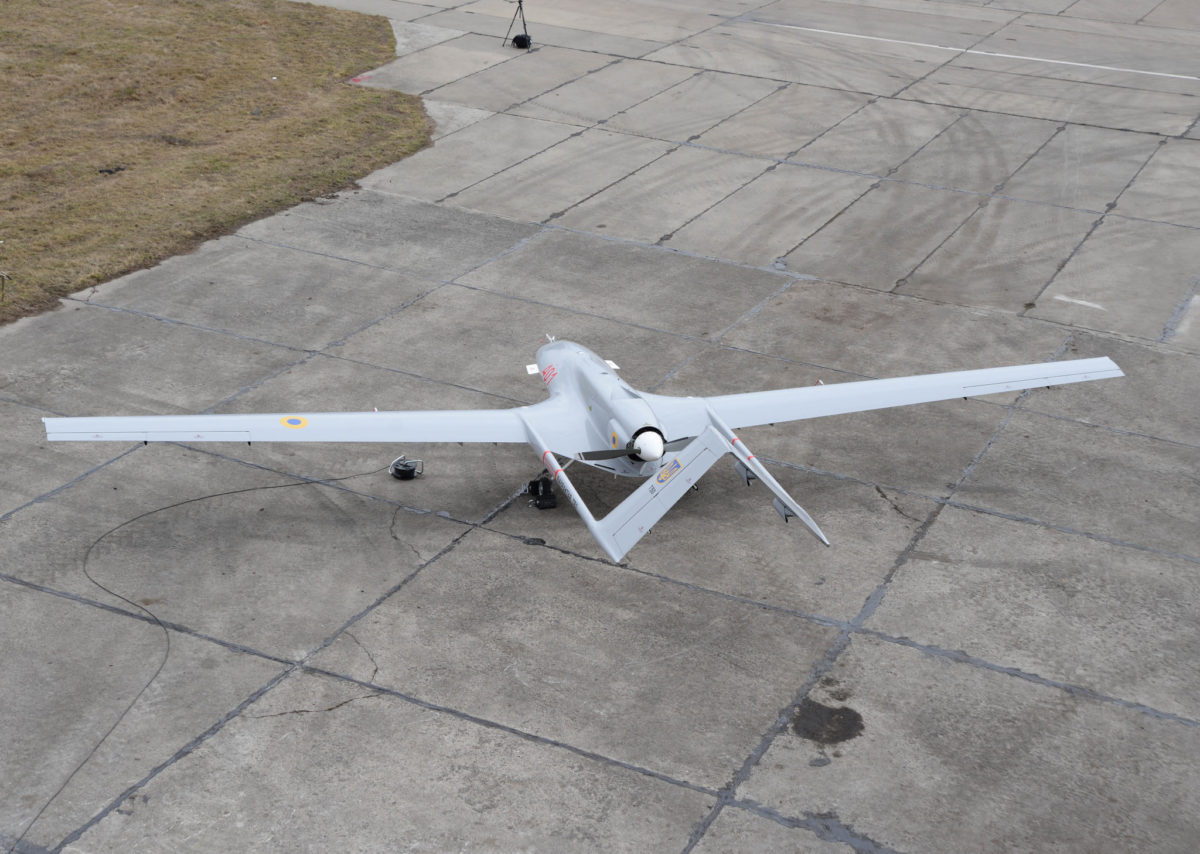
Обернений V-подібний хвіст, закріплений на балках, на Bayraktar TB2

- Обернений V-подібний хвіст, закріплений на балках, на Bayraktar TB2Обернене V-подібне оперення[1]. Відомими прикладами є MQ-1 Predator і Ultraflight Lazair[en]. Обернений V-подібний хвіст, прикріплений кінцями до балок, присутній на Bayraktar TB2, PD-2 та багатьох інших БПЛА.
- Y-подібне оперення. Є V-подібним з підфюзеляжним вертикальним стабілізатором. Прикладами є MQ-9 Reaper, LearAvia Lear Fan[en], Sonex Aircraft Waiex[en] та ракети Tomahawk.
- X-подібне оперення. Використовувався на Cirrus Vision SF50[en], Coandă-1910 та Lockheed XFV. X-подібне оперення, як і X-подібне крило, дуже часто поширене серед ракетного озброєння.

| V-подібний | Обернений V-подібний | X-подібний |